# Lacapelle-Pinet
Lacapelle-Pinet é uma comuna francesa na região administrativa de Occitânia, no departamento de Tarn. Estende-se por uma área de 8,15 km². Em 2010 a comuna tinha 82 habitantes (densidade: 10,1 hab./km²).